# Paloma Faith
Paloma Faith Blomfield , mais conhecida como Paloma Faith (nasceu a 21 de julho de 1981, Hackney, Londres), é uma cantora, atriz e compositora britânica, conhecida pelo seu estilo retro e excêntrico.
Em 2009, lançou o seu primeiro single, "Stone Cold Sober", assim como o seu primeiro álbum, Do You Want the Truth or Something Beautiful?, tendo sido certificado disco platina pela British Phonographic Industry. O álbum deu origem a cinco singles, nomeadamente, "Stone Cold Sober", "New York", "Do You Want the Truth or Something Beautiful?", "Upside Down" e "Smoke & Mirrors". Paloma teve a sua participação na refilmagem de 2007 de
St Trinian's. Em 2010 gravou o tema de uma música para o filme britânico 4.3.2.1 e participou num projeto de caridade com o lançamento de uma versão da música "I Put Spell On You", com o objetivo de angariação de fundos para a ajuda no Haiti. Participou em mais dois filmes, The Imaginarium of Doctor Parnassus e Dread. Em março de 2010, Faith revelou estar a desenvolver um segundo álbum, que dois anos depois anunciou que se iria chamar Fall to Grace que seria lançado a 28 de maio de 2012. Este álbum foi precedido pelo single "Picking Up the Pieces", que se tornou o single de maior sucesso nos charts até "Only Love Can Hurt Like This".

## Biografia
Paloma Faith nasceu em Londres no bairro de Hackney. Filha de pai espanhol e mãe inglesa, que se divorciaram quando ela tinha apenas dois anos de idade, Faith cresceu em Stoke Newington com a sua mãe. Quando criança foi encorajada pela mãe a fazer aulas de dança. Entrou em uma escola de balé, em Dalston. Depois de completar o nível exigido de graduação, Paloma passou a estudar licenciatura em dança contemporânea, na Northern School of Contemporary Dance, a qual ela descreve como "a pior experiência da sua vida". Em seguida, a cantora fez mestrado em teatro pela Central Saint Martins College of Art and Design. Para isso teve de se empregar, financiando os estudos com os vários empregos em part-times. Enquanto isso, foi assistente na Agent Provocateur, cantora num cabaré burlesco e modelo e assistente de um mágico."

## Discografia
Álbuns de estúdio
- Do You Want the Truth or Something Beautiful? (2009)
- Fall to Grace (2012)
- A Perfect Contradiction (2014)
- The Architect (2017)
- Infinite Things (2020)